# Polipèptid
Un polipèptid és una cadena d'aminoàcids connectats per enllaços peptídics. Es parla de polipèptid quan la cadena conté entre 10 i 100 aminoàcids Per sobre de 100 aminoàcids es parla generalment de proteïna.
Entre ells hi ha els pèptids multicíclics, els pèptids fosforilats o encara aquells integrant connexions no-peptídiques o dels pèptids conjugats
Certs polipèptids constitueixen una família d'antibiòtics dels quals les molècules molt tòxiques només en permeten un ús molt limitat. D'altres s'imposen avui com dels elements essencials a la posada al punt de vacunes o de principis actius destinats als tractaments de certes patologies tals que els càncers, les deficiències hormonals, l'osteoporosi.

## Les proteïnes
Els polipèptids serveixen per la síntesi de les proteïnes Aquestes últimes poden ser un únic polipèptid de gran talla o alguns polipèptids associats entre ells adoptant una conformació 3D. Les proteïnes poden ser madurades a l'aparell de Golgi per tal d'obtenir agrupaments d'altra naturalesa diferent que els aminoàcids (ex: glicolisació) i/o ser incloses a una vesícula lipídica per tal de sortir de la cèl·lula.
La funció d'una proteïna depèn de la seva estructura espacial, ella mateixa determinada directament per la seva seqüència en aminoàcids Les modificacions de la seqüència d'aminoàcids poden doncs tenir repercussions sobre l'activitat de la proteïna, la qual cosa pot implicar modificacions del fenotip al nivell cel·lular i macroscòpic.

## Els gens
Un gen és una unitat d'informació genètica en el si de l'ADN que permet la síntesi d'un ARN. L' ARN és una mena de fotocòpia del gen que és exportada a l'exterior del nucli de la cèl·lula al citoplasma per a ésser « llegit » pels ribosomes i permetre així la síntesi d'un polipèptid
El gen i l'ARN són caracteritzats per les seves seqüències de nucleòtids i el polipèptid per la seva seqüència en aminoàcids. La seqüència nucleòtica del gen determina la seqüència dels nucleòtids de l'ARN i la seqüència dels aminoàcids del polipèptid que ell codifica.
En resum : Un gen codifica un polipèptid, que s'associa a altres polipèptids per formar una proteïna. Aquestes tenen una influència als fenotips macroscòpics i cel·lulars perquè tenen un paper als diferents tipus de cèl·lules (estructura, enzims, transport…) i als teixits així formats per aquelles.